# Acacia binervia
Espèce
Classification phylogénétique
Acacia binervia est une espèce de plantes à fleurs du genre Acacia et de la famille des Mimosaceae, ou des Fabaceae selon la classification phylogénétique. C'est un arbuste ou un arbre originaire de Nouvelle-Galles du Sud et du Victoria en Australie.

## Description
La plante se présente comme un arbuste ou un arbre atteignant 16m de hauteur.
Il serait toxique pour le bétail car le feuillage (phyllodes) contient un glucoside qui peut produire du cyanure d'hydrogène par hydrolyse.